# Ouges
Ouges – miejscowość i gmina we Francji, w regionie Burgundia-Franche-Comté, w departamencie Côte-d’Or.
Według danych na rok 1990 gminę zamieszkiwało 965 osób, a gęstość zaludnienia wynosiła 80 osób/km² (wśród 2044 gmin Burgundii Ouges plasuje się na 238. miejscu pod względem liczby ludności, natomiast pod względem powierzchni na miejscu 798).